# Richard Empson
Richard Empson (m. 1510), ministro del rey Enrique VII de Inglaterra, era hijo de Peter Empson, un influyente habitante de Towcester. Educado como abogado, pronto alcanzó un éxito considerable en su profesión, y en 1491 fue uno de los miembros del parlamento de Northamptonshire y presidente de la Cámara de los Comunes. A principios del reinado de Enrique VII, se asoció con Edmund Dudley para llevar a cabo el riguroso y arbitrario sistema de impuestos del rey, fue nombrado caballero en 1504 y pronto fue mayordomo de la Universidad de Cambridge y canciller del Ducado de Lancaster. Encarcelado por orden del nuevo rey Enrique VIII de Inglaterra, fue acusado, como Edmund Dudley, del delito de traición y condenado en Northampton en octubre de 1509. Fue decapitado entre el 17 o 18 de agosto de 1510.